# 63 Pułk Pancerny (USA)
63 pułk pancerny (ang. 63rd Armor Regiment) – pułk pancerny Armii Stanów Zjednoczonych, obecnie z jednym aktywnym batalionem w ramach systemu pułków armii amerykańskiej bez dowództwa pułku, aktualnie przydzielony do 2 Pancernej Brygadowej Grupy Bojowej 1 Dywizji Piechoty (2nd Armored Brigade Combat Team, 1st Infantry Division).

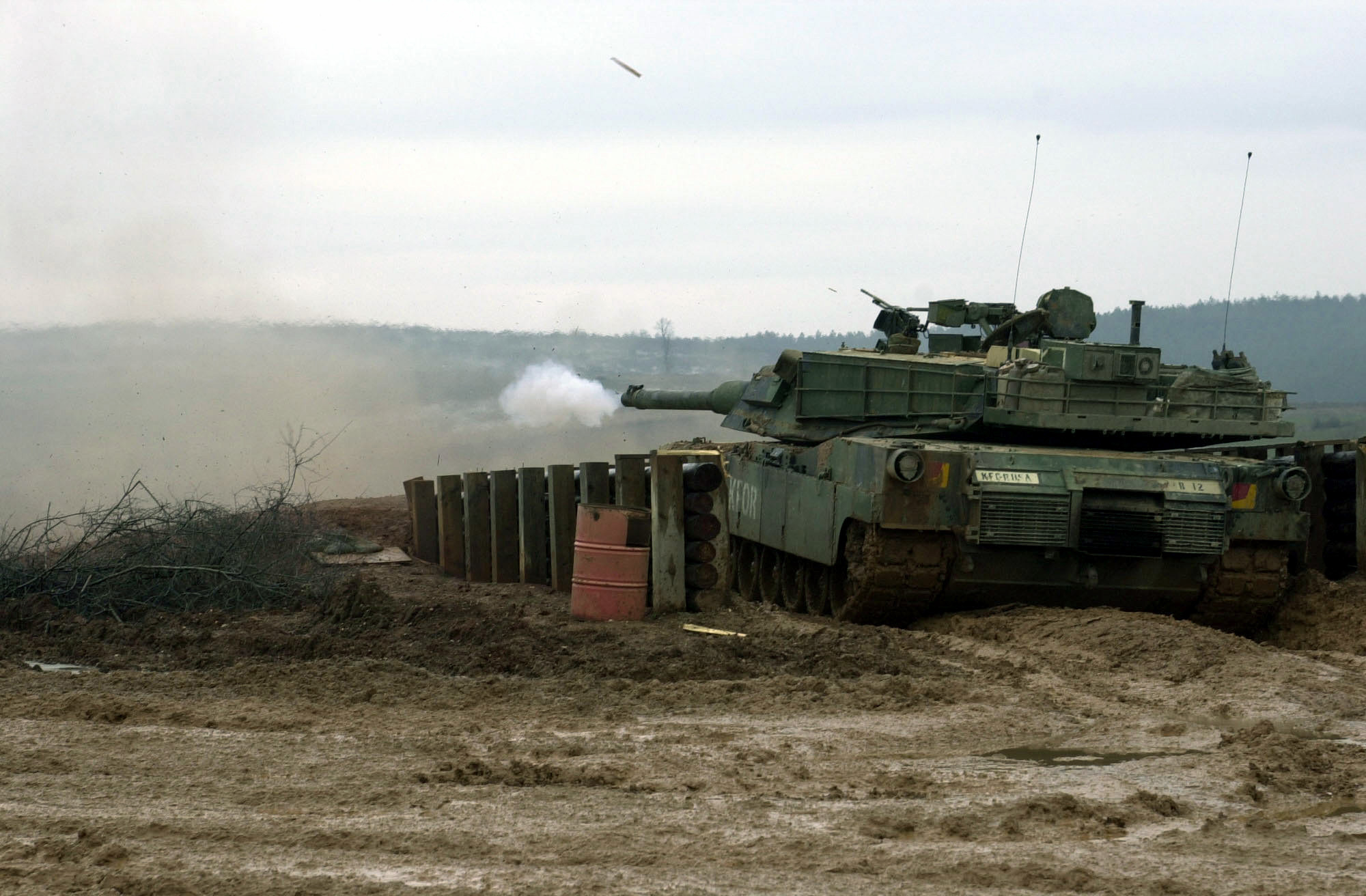
M1A1 Abrams w czasie strzelania we wsi Ramnjane w Kosowie, 1994

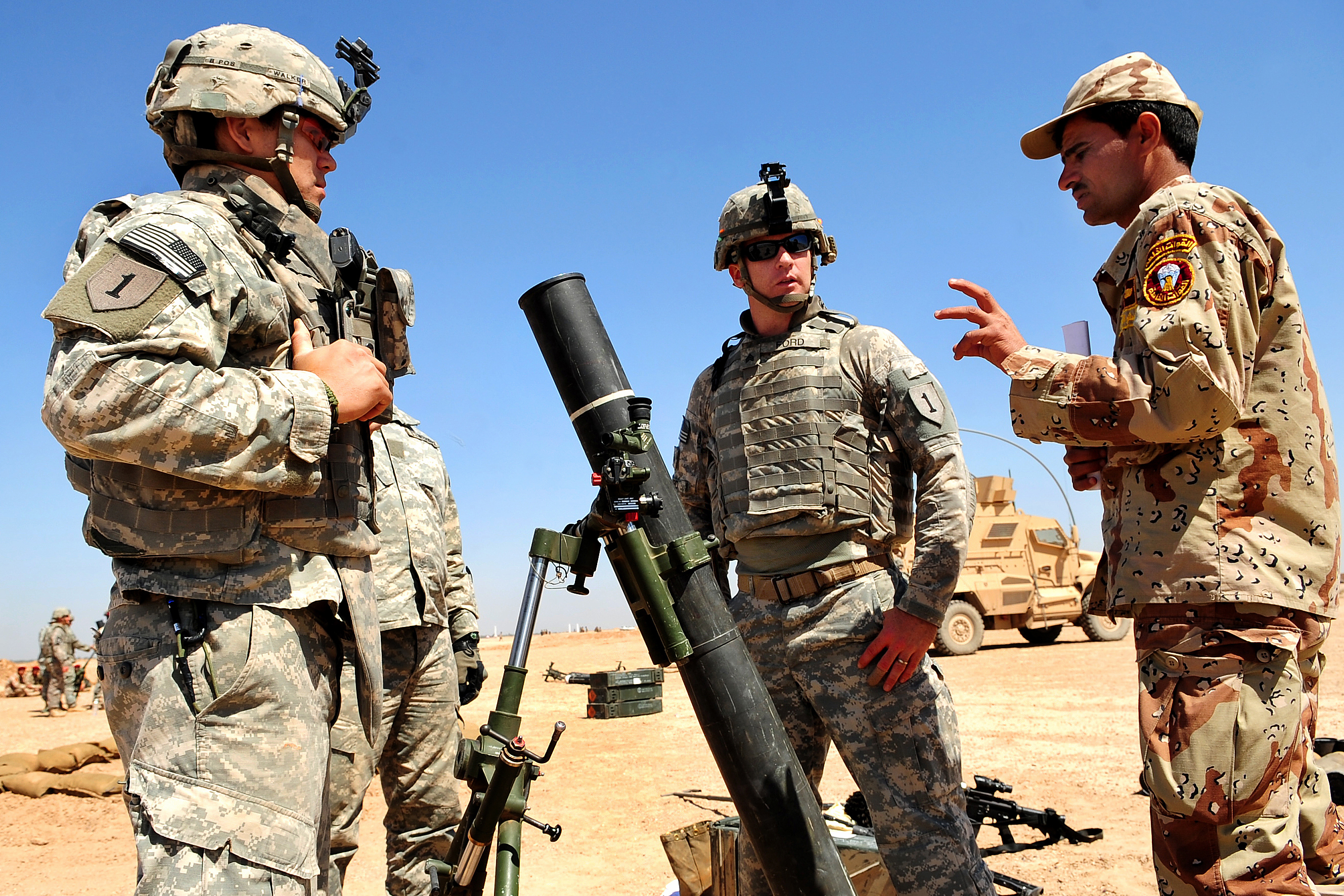
1-63 AR w Al-Mahmudijja w Iraku, 26 marca 2009

## Historia
63 pułk pancerny został zorganizowany w 1942 roku jako 745 batalion czołgów w Camp Bowie w Teksasie. 1 batalion 63 pułku pancernego wywodzi swój rodowód z kompanii „A” tego batalionu. Po zreorganizowaniu batalion przemianowany został na 745 batalion czołgów średnich. Po odbytym szkoleniu w Teksasie i Luizjanie latem 1943 r. batalion opuścił Nowy Jork i kontynuował szkolenie w Anglii. 2 grudnia 1943 został ponownie zreorganizowany i przemianowany z powrotem na 745 batalion czołgów.
Lądując na plaży Omaha w czasie „D-Day” 6 czerwca 1944 r. 745 batalion czołgów wspierał 1 Dywizję Piechoty podczas inwazji w Normandii. Za działania na przyczółku 1 batalion otrzymał francuski Krzyż Wojenny. Po zabezpieczeniu Caumont batalion kontynuował wsparcie „Big Red One”, przemieszczając się na południe po przełamaniu frontu w okolicach Marigny, a następnie na zachód w kierunku Coutances. We wrześniu pomógł zamknąć kocioł Argentan-Falaise, przeniósł się na północ do obszaru Soissons, a następnie przesunął się przez Francję w okolice Liège w Belgii.
We wrześniu 1944 batalion wraz z 1 Dywizją zniszczył nieprzyjacielskie wojska w kotle w Mons w Belgii, pojmując ponad 5000 jeńców, w tym dowódcę niemieckiej 3 Dywizji Spadochronowej generała Richarda Schimpfa. Wycofanie się sił niemieckich umożliwiło 1 Dywizji Piechoty szybki przemarsz w kierunku Akwizgranu w Niemczech. Dywizja rozpoczęła oblężenie miasta, zdobywając je po bezpośrednim ataku 21 października 1944. Następnie przesuwając się na wschód od Akwizgranu wzięła udział w bitwie o las Hürtgen, po drodze w kierunku Zagłębia Ruhry. Po zaciekłych walkach jednostka przeniosła się na miejsce odpoczynku w grudniu 1944 r. Następnie Dywizja walczyła na północnej flance niemieckiej kontrofensywy w Ardenach w rejonie Eupen-Malmedy, odpierając nieprzyjaciela po ciężkich walkach. Po udaremnieniu niemieckich kontrataków, Dywizja i przydzielone do niej jednostki ruszyły naprzód, w celu zmniejszenia sił bojowych wroga i wyparcia Niemców z terytorium Belgii.
Za działania w Mons i Eupen-Malmedy 745 batalion czołgów wraz z 1 Dywizją Piechoty otrzymał belgijską Fourragere.
Do 7 lutego 1945 roku kiedy 1 Dywizja została odciążona przez 99 Dywizję Piechoty, batalion wspierał atak 1 Dywizji na Linię Zygfryda.
Po II wojnie światowej, 27 października 1945 745 batalion czołgów został dezaktywowany w Camp Kilmer w stanie New Jersey. Trzy lata później, 14 września 1948 batalion przemianowano na 63 batalion czołgów ciężkich i aktywowano w Niemczech jako element 1 Dywizji Piechoty. Kompania „A” 745 batalionu czołgów została przekształcona w kompanię „A” 63 batalionu czołgów ciężkich. Jednostka została zreorganizowana i 10 października 1950 r. przemianowana na 63 batalion czołgów. Batalion służył w Niemczech Zachodnich do 1955 roku, kiedy wraz z 1 Dywizją Piechoty przeniósł się do Fort Riley w stanie Kansas w ramach operacji Gyroscope, gdzie został dezaktywowany 15 lutego 1957 i zwolniony z przydziału do 1 Dywizji Piechoty.
W ramach reorganizacji amerykańskich dywizji (ang. Reorganization Objective Army Division - ROAD) 745 batalion został zreorganizowany i 25 stycznia 1963 przemianowany na 63 pułk pancerny, jako macierzysty pułk w ramach U.S. Army Combat Arms Regimental System (USARS). Kompania „A” batalionu została zreorganizowana i przemianowana na dowództwo i kompanię dowodzenia (HHC) 1 batalionu czołgów średnich 63 pułku pancernego.
1 batalion został następnie przydzielony do 1 Dywizji Piechoty w Fort Riley w Kansas. Jednostka została zreorganizowana i przemianowana na 1 batalion 63 pułku pancernego 20 stycznia 1964 roku. 2 batalion został również przydzielony do 1 Dywizji Piechoty i pozostał aktywny w latach 1964-1965.
W czasie gdy 1 Dywizja Piechoty została rozmieszczona w Wietnamie w 1965 roku, obydwa bataliony pozostały w Fort Riley. W 1969 roku 1 batalion został wysłany do Fort Knox w Kentucky. 2 batalion (wraz z resztą pułku) pozostał w Fort Riley i został ostatecznie dezaktywowany. 1 batalion powrócił do Fort Riley w 1970 po powrocie 1 Dywizji z Wietnamu i 16 sierpnia 1987 roku został dezaktywowany i zwolniony z przydziału do 1 Dywizji Piechoty.
16 września 1987 roku 63 pułk pancerny został wycofany Combat Arms Regimental System i zreorganizowany armijnego systemu pułkowego (United States Army Regimental System USARS) w Fort Irwin w Kalifornii i 16 października 1991 przydzielony do 177 Brygady Pancernej. Tam też 15 października 1994 roku został dezaktywowany i zwolniony z przydziału do 177 Brygady Pancernej. Sztandar jednostki został zdeponowany do 15 lutego 1996 roku, kiedy pułk został przywrócony do służby w Vilseck w Niemczech jako część 1 Dywizji Piechoty. 1 i 2 batalion 63 pułku pancernego zostały przydzielone do 3 Brygady 1 Dywizji Piechoty.
1 batalion kontynuował szkolenie w Niemczech, ostatecznie stając się elementem Grupy Zadaniowej Natychmiastowej Gotowości (ang. Immediate Ready Task Force (IRTF)) 1 Dywizji Piechoty.
W lutym 2003 roku IRTF został dołączony do 173 Samodzielnej Brygady Powietrznodesantowej i stał się pierwszym batalionem pancernym przerzuconym drogą powietrzną, wezwanym do udziału w operacji na północy Iraku w celu udzielenia wsparcia zagrożonym siłom irackim. Reszta batalionu przyleciała później, wspierając operację Iraqi Freedom II. Powrócili do domu w lutym 2004 roku. W tym samym roku inne elementy 1 Dywizji Piechoty (Zmechanizowanej) zostały rozmieszczone w Iraku w ramach operacji Iraqi Freedom. Służyły tam do powrotu do Niemiec w 2005 roku.
W 2007 roku 3 Brygada 1 Dywizji Piechoty została dezaktywowana w Niemczech i przeniesiona pod Dowództwo Sił Zbrojnych Stanów Zjednoczonych (ang. United States Army Forces Command (FORSCOM)) do Fort Hood w Teksasie z podległością od 19 kwietnia 2007 r. 16 marca następnego roku jednostka została aktywowana w Fort Riley.
2 batalion (Combined Arms Battalion) 70 pułku pancernego został przemianowany na 1 batalion 63 pułku pancernego. 16 marca 2008 przydzielony do 2 ABCT 1 Dywizji Piechoty i aktywowany w Fort Riley w Kansas.
W ramach nowej modułowej struktury sił US Army 3 Brygada została zreorganizowana i przemianowana na 3 Brygadowy Zespół Bojowy 1 Dywizji Piechoty. W tym czasie 2 batalion 63 pułku pancernego został dezaktywowany. 21 maja 2014 r. w Fort Knox w Kentucky odbyła się ceremonia dezaktywacji 3 ABCT.

### Udział w kampaniach
II wojna światowa
- - Normandia (z grotem)
  - Północna Francja
  - Nadrenia
  - Ardeny-Alzacja
  - Europa Środkowa

Wojna z terroryzmem

### Odznaczenia
| Medal                                             | Wstęga (streamer) | Haft na wstędze | Uwagi              |
| ------------------------------------------------- | ----------------- | --------------- | ------------------ |
| Meritorious Unit Commendation (Army)              |                   | IRAQ 2003       | 1 batalion         |
| Meritorious Unit Commendation (Army)              | IRAQ 2008-2009    | 1 batalion      |                    |
| Meritorious Unit Commendation (Army)              | IRAQ 2010-2011    | 1 batalion      |                    |
| Superior Unit Award (Army)                        |                   | 1988            | 63 pułk 1 batalion |
| Superior Unit Award (Army)                        | 1990              |                 | 63 pułk 1 batalion |
| Superior Unit Award (Army)                        | 1996-1997         |                 | 63 pułk 1 batalion |
| Krzyż Wojenny z palmą (Croix de Guerre 1939–1945) |                   | NORMANDY        | 63 pułk 1 batalion |
| belgijska Fourragere 1940                         |                   |                 | 63 pułk 1 batalion |

- Wymienienie w rozkazie w święto armii belgijskiej za działania w Mons
- Wymienienie w rozkazie w święto armii belgijskiej za działania w Eupen-Malmedy

## Struktura organizacyjna
Skład 2020
- 1 batalion „Dragons” 63 pułku pancernego stacjonuje w Fort Riley w stanie Kansas w składzie:
  - HHC
  - Kompania A
  - Kompania B
  - Kompania C
  - Kompania D
  - Kompania E dołączona z 299 Batalionu Wsparcia Brygady